# Danh sách mã quốc gia theo FIPS
Đây danh sách mã quốc gia theo tiêu chuẩn FIPS 10-4. Lãnh thổ không có chủ quyền được ghi trong dấu ngoặc đơn. Lưu ý, những mã này "không giống" như mã ISO 3166 (dùng tại Liên Hợp Quốc và mã domain Internet).

## A
- AA (Aruba)
- AC Antigua và Barbuda
- AE Các Tiểu Vương quốc Ả Rập Thống nhất
- AF Afghanistan
- AG Algérie
- AJ Azerbaijan
- AL Albania
- AM Armenia
- AN Andorra
- AO Angola
- AQ (Samoa thuộc Mỹ)
- AR Argentina
- AS Úc
- AT (Quần đảo Ashmore và Cartier)
- AU Áo
- AV (Anguilla)
- AX (Akrotiri)
- AY (Nam Cực)

## B
- BA Bahrain
- BB Barbados
- BC Botswana
- BD (Bermuda)
- BE Bỉ
- BF Bahamas
- BG Bangladesh
- BH Belize
- BK Bosna và Hercegovina
- BL Bolivia
- BM Myanmar
- BN Bénin
- BO Belarus
- BP Quần đảo Solomon
- BQ (Đảo Navassa)
- BR Brasil
- BS (Bassas da India)
- BT Bhutan
- BU Bulgaria
- BV (Đảo Bouvet)
- BX Brunei
- BY Burundi

## C
- CA Canada
- CB Campuchia
- CD Tchad
- CE Sri Lanka
- CF Cộng hòa Congo
- CG Cộng hòa Dân chủ Congo
- CH Cộng hòa Nhân dân Trung Hoa
- CI Chile
- CJ (Quần đảo Cayman)
- CK (Quần đảo Cocos (Keeling))
- CM Cameroon
- CN Comoros
- CO Colombia
- CQ (Quần đảo Bắc Mariana)
- CR (Quần đảo Coral Sea)
- CS Costa Rica
- CT Cộng hòa Trung Phi
- CU Cuba
- CV Cabo Verde
- CW (Quần đảo Cook)
- CY Kypros

## D
- DA Đan Mạch
- DJ Djibouti
- DO Dominica
- DQ (Đảo Jarvis)
- DR Cộng hòa Dominican
- DX (Dhekelia)
- DE (Đức)

## E
- EC Ecuador
- EG Ai Cập
- EI Ireland
- EK Guinea Xích đạo
- EN Estonia
- ER Eritrea
- ES El Salvador
- ET Ethiopia
- EU (Đảo Europa)
- CZ Cộng hòa Séc

## F
- FG (Guyane)
- FI Phần Lan
- FJ Fiji
- FK (Quần đảo Falkland/Quần đảo Malvinas)
- FM Liên bang Micronesia
- FO (Quần đảo Faroe)
- FP (Polynésie thuộc Pháp)
- FQ (Đảo Baker)
- FR Pháp
- FS (Lãnh thổ phía Nam Pháp)

## G
- GA Gambia
- GB Gabon
- GG Gruzia
- GH Ghana
- GI (Gibraltar)
- GJ Grenada
- GK (Guernsey)
- GL (Greenland)
- GM Đức
- GO (Quần đảo Glorioso)
- GP (Guadeloupe)
- GQ (Guam)
- GR Hy Lạp
- GT Guatemala
- GV Guinée
- GY Guyana
- GZ (Dải Gaza)

## H
- HA Haiti
- HK (Hồng Kông)
- HM (Đảo Heard và quần đảo McDonald)
- HO Honduras
- HQ (Đảo Howland)
- HR Croatia
- HU Hungary

## I
- IC Iceland
- ID Indonesia
- IM (Đảo Man)
- IN Ấn Độ
- IO (Lãnh thổ Ấn Độ Dương thuộc Anh)
- IP (Đảo Clipperton)
- IR Iran
- IS Israel
- IT Ý
- IV Côte d'Ivoire
- IZ Iraq

## J
- JA Nhật Bản
- JE (Jersey)
- JM Jamaica
- JN (Jan Mayen)
- JO Jordan
- JQ (Đảo Johnston)
- JU (Đảo Juan de Nova)

## K
- KE Kenya
- KG Kyrgyzstan
- KM Bắc Triều Tiên
- KQ (Đảo đá Kingman)
- KR Kiribati
- KS Hàn Quốc
- KT (Đảo Giáng Sinh)
- KU Kuwait
- KZ Kazakhstan

## L
- LA Lào
- LE Liban
- LG Latvia
- LH Litva
- LI Liberia
- LO Slovakia
- LS Liechtenstein
- LT Lesotho
- LU Luxembourg
- LY Libya

## M
- MA Madagascar
- MB (Martinique)
- MC (Ma Cao)
- MD Moldova
- MF (Mayotte)
- MG Mông Cổ
- MH (Montserrat)
- MI Malawi
- MJ Montenegro
- MK Macedonia
- ML Mali
- MN Monaco
- MO Maroc
- MP Mauritius
- MQ (Quần đảo Midway)
- MR Mauritanie
- MT Malta
- MU Oman
- MV Maldives
- MX México
- MY Malaysia
- MZ Mozambique

## N
- NC (Nouvelle-Calédonie)
- NE (Niue)
- NF (Đảo Norfolk)
- NG Niger
- NH Vanuatu
- NI Nigeria
- NL Hà Lan
- NO Na Uy
- NP Nepal
- NR Nauru
- NS Suriname
- NT (Antille thuộc Hà Lan)
- NU Nicaragua
- NZ New Zealand

## P
- PA Paraguay
- PC (Quần đảo Pitcairn)
- PE Peru
- PF (Quần đảo Hoàng Sa)
- PG (Quần đảo Trường Sa)
- PK Pakistan
- PL Ba Lan
- PM Panama
- PO Bồ Đào Nha
- PP Papua New Guinea
- PS Palau
- PU Guiné-Bissau

## Q
- QA Qatar

## R
- RB Serbia
- RE (Réunion)
- RM Quần đảo Marshall
- RO România
- RP Philippines
- RQ (Puerto Rico)
- RS Nga
- RW Rwanda

## S
- SA Ả Rập Xê Út
- SB (Saint-Pierre và Miquelon)
- SC Saint Kitts và Nevis
- SE Seychelles
- SF Nam Phi
- SG Sénégal
- SH (Saint Helena)
- SI Slovenia
- SL Sierra Leone
- SM San Marino
- SN Singapore
- SO Somalia
- SP Tây Ban Nha
- ST Saint Lucia
- SU Sudan
- SV (Svalbard)
- SW Thụy Điển
- SX (Nam Georgia và Quần đảo Nam Sandwich)
- SY Syria
- SZ Thụy Sĩ

## T
- TD Trinidad và Tobago
- TE (Đảo Tromelin)
- TH Thái Lan
- TI Tajikistan
- TK (Quần đảo Turks và Caicos)
- TL (Tokelau)
- TN Tonga
- TO Togo
- TP São Tomé và Príncipe
- TS Tunisia
- TT Đông Timor
- TU Thổ Nhĩ Kỳ
- TV Tuvalu
- TW Trung Hoa Dân quốc (Đài Loan)
- TX Turkmenistan
- TZ Tanzania

## U
- UG Uganda
- UK Vương quốc Liên hiệp Anh và Bắc Ireland
- UP Ukraina
- US Hoa Kỳ
- UV Burkina Faso
- UY Uruguay
- UZ Uzbekistan

## V
- VC Saint Vincent và Grenadines
- VE Venezuela
- VI (Quần đảo Virgin thuộc Anh)
- VN Việt Nam
- VQ (Quần đảo Virgin thuộc Mỹ)
- VT Vatican

## W
- WA Namibia
- WE (Bờ Tây)
- WF (Wallis và Futuna)
- WI (Tây Sahara)
- WQ (Đảo Wake)
- WS Samoa
- WZ Eswatini

## Y
- YM Yemen

## Z
- ZA Zambia
- ZI Zimbabwe